# Doble discurso (película)
Doble discurso es una película de comedia romántica y sátira política argentina de 2023 dirigida por Hernán Guerschuny. Narra la historia de un candidato a presidente que recibe la ayuda de su asesor para conquistar a una periodista que está a punto de revelar varios de sus secretos. Está protagonizada por Diego Peretti, Julieta Cardinali y Rafael Ferro. La película tuvo su estreno en cines el 27 de julio de 2023 y luego fue lanzada el 4 de agosto en la plataforma Prime Video.

## Sinopsis
Esta película trata sobre como un asesor político logra sacar adelante la campaña de un político seduciendo a una periodista, para luego desenmascarar la verdad del mismo

## Elenco
- Diego Peretti como el Griego
- Julieta Cardinali como Camila Hewell
- Rafael Ferro como Ricardo Pratt
- Jorge Suárez como Miguel Prat
- Víctor Laplace como Jorge Domenech
- Verónica Hassan como Verónica Galván
- Franco Rizzaro como Cándido
- Alejandro Gigena como Fernán Kravitz
- Mónica Raiola como Corti
- Daniel Di Cocco como Orlando Chirino
- Germán Baudino como Hugo
- Luis Margani como Presidente
- Ignacio Iriarte como Nicolás
- Daniel Kovac como Pérez
- Natalia Tesone como Adriana

## Recepción

### Comentarios de la crítica
La película recibió críticas mixtas por parte de los expertos. Diego Brodersen de  Página 12 destacó la actuación de Peretti, diciendo que «el actor vuelve a demostrar que es capaz de sostener él solito cualquier papel que se le ponga a disposición», mientras que «el ritmo de la película es ameno, y todos y cada uno de los rubros artístico-técnicos resultan impecables». Pablo Scholz de Clarín mencionó que el director «no termina de encontrarle el tono a la película, porque para ser un filme de denuncia es un poco naive, y en los vericuetos románticos no termina de hacer pie firme».
Por otra parte, Milagros Amondaray de La Nación señaló que el filme «se desenfoca rápidamente, y luego da un manotazo de ahogado», sin embargo, resaltó que «despunta el potencial de la dupla Peretti-Cardinali». En una reseña para La Capital, Pedro Squillaci escribió que «Doble discurso termina atrapando a partir de una trama bien escrita y muy bien dirigida, a la que se suma una historia de amor que se escapa del tono acaramelado aunque no de cierta pintura heroica de los personajes».

### Premios y nominaciones
| Lista de premios y nominaciones | Lista de premios y nominaciones        | Lista de premios y nominaciones                          | Lista de premios y nominaciones | Lista de premios y nominaciones | Lista de premios y nominaciones |
| Año                             | Organización                           | Categoría                                                | Nominado/a(s)                   | Resultado                       | Ref(s)                          |
| ------------------------------- | -------------------------------------- | -------------------------------------------------------- | ------------------------------- | ------------------------------- | ------------------------------- |
| 2023                            | Premios Martín Fierro Latino           | Mejor actriz de ficción en televisión, plataforma o cine | Julieta Cardinali               | Nominada                        | [ 9 ]                           |
| 2024                            | Premios Martín Fierro de Cine y Series | Mejor película de plataforma                             | Doble discurso                  | Nominado                        | [ 10 ]                          |